# Pycnopogon apiformis
Pycnopogon apiformis är en tvåvingeart som först beskrevs av Macquart 1849.  Pycnopogon apiformis ingår i släktet Pycnopogon och familjen rovflugor. Inga underarter finns listade i Catalogue of Life.